# Höga visan

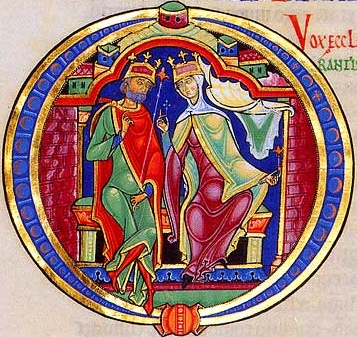
Salomo och hans älskade (1100-talet).

Höga visan (ibland Höga Visan) är en skrift i judendomens Ketuvim och kristendomens Gamla testamente. Bokens grekiska namn Άσμα Ασμάτων (Asma asmaton) betyder 'Sångernas sång', liksom betydelsen av dess hebreiska namn שיר השירים (Shir ha-shirim) och dess latinska namn (Canticum canticorum). Det svenska namnet kommer från Martin Luthers tyska bibelöversättning. Boken är indelad i åtta kapitel och består av kärlekslyrik.

## Ursprung
Höga visan är traditionellt tillskriven kung Salomo.
Det råder ingen enighet kring bokens ursprung. Den kultisk-mytologiska teorin betonar likheterna mellan Höga visan och sumerisk-akkadiska texter som hör ihop med hieros gamos, det heliga bröllopet mellan växtlighetsguden Tammuz och gudinnan Ishtar. Dessa likheter skulle då visa att texterna har sina rötter i kanaaneisk fruktbarhetskult. Att Tammuz-kulten var representerad i Juda rike framgår av Hesekiel 8:14. 
Problemet med den kultisk-mytologiska teorin är att Gamla testamentet i övrigt visar ett sådant kraftigt motstånd mot fruktbarhetskult, att det blir svårt att förklara hur texterna i så fall kommit att infogas bland de heliga skrifterna. Likheterna med kultiska texter kan även förklaras med att de hämtat inspiration från den profana kärlekslyriken. 
Den andra teorin hävdar ett profant ursprung. Texterna visar nämligen också förvånansvärda likheter med bröllopssånger som i modern tid upptecknats på syriska landsbygden. Det stora tidsavståndet gör det dock tveksamt om likheterna har så stor betydelse. Viktigare är då att Höga visan även visar likheter med gammalegyptisk kärlekslyrik.
Dateringen av boken är mycket osäker. Språket har vissa arameiserande drag som pekar på att den tillkommit efter exilen i Babylon. Men till exempel Gillis Gerleman bestrider att de språkliga skälen tvingar till en sen datering, då innehåll och litterära indicier pekar på att texten är betydligt äldre. Gerleman menar att bokens ursprung är salomonska hovkretsar i Jerusalem, där man hade livliga kontakter med Egypten. Andra, bland dem Helmer Ringgren, föreslår en medelväg och hävdar att sångerna härstammar från äldre kungatid, men bearbetats vid en senare tidpunkt.

## Betydelse
Inom judendomen har texterna tolkats allegoriskt om Guds kärlek till Israel, vilket inspirerat kristna att tolka dem som kärleken mellan Kristus och kyrkan/församlingen eller den kristnes kärlek till Kristus (jämför nattvarden). Senare har texterna bidragit till att utveckla mariologin och den medeltida brudmystiken. Troligen har den allegoriska tolkningen bidragit till att Höga visan kunnat tas upp i Bibelkanon.